# ویلی میچل
ویلی میچل (انگلیسی: Willie Mitchell؛ ۱ مارس ۱۹۲۸ – ۵ ژانویهٔ ۲۰۱۰) یک موسیقی‌دان اهل ایالات متحده آمریکا بود.